# 死と王の先導者
『死と王の先導者』（しとおうのせんどうしゃ、Death and the King's Horseman）は、ナイジェリアの作家ウォーレ・ショインカの代表作である戯曲。1946年にイギリス領西アフリカだったナイジェリアで実際に起きた事件に基づいているが、作品の中では第二次世界大戦中のこととして描かれている。1959年に執筆された。

## 主な登場人物
- 唱導師
- エレシン 王の先導者(馬番)
- イヤロジャ 市場の女顔役
- サイモン・ピルキング 英国人行政官
- ジェイン・ピルキング　その妻
- オルンデ 英国に留学中のエレシンの息子
- 新婦 エレシンの殉死の日に彼と結婚する女

## あらすじ
王の馬番であった主人公のエレシンは、ヨルバ人の伝統に従って、一ヶ月前に死んだ王の魂を先導するために殉死することになっている。ところが、植民地執政官のピルキング夫妻は善意からこの自死を止めさせようと現地警官に儀式の最中にエレシンを捕えさせて監禁してしまう。英国に留学していたエレシンの息子オルンデは父の後継者として帰国するが、エレシンが役目を果たせないことに怒った民衆に身代わりに殺害されてしまう。イヤロジャに罵倒されたエレシンは恥辱の中で死ぬ。イヤロジャがエレシンの新婦を指し示して「死んだ者のことは忘れよ。生きているもののことさえ忘れよ。未だ生まれていない者にのみ注意を向けよ」と宣言して幕。